# Palais du Reichstag
Pour les articles homonymes, voir Reichstag.
Le palais du Reichstag est un bâtiment de Berlin en Allemagne, construit pour abriter le Reichstag (Diète du Reich) à partir de 1894 et jusqu'à son incendie dans la nuit du 27 au 28 février 1933. Il abrite le Bundestag (Diète fédérale) de la République fédérale d'Allemagne depuis le retour des institutions à Berlin en 1999.

## Histoire

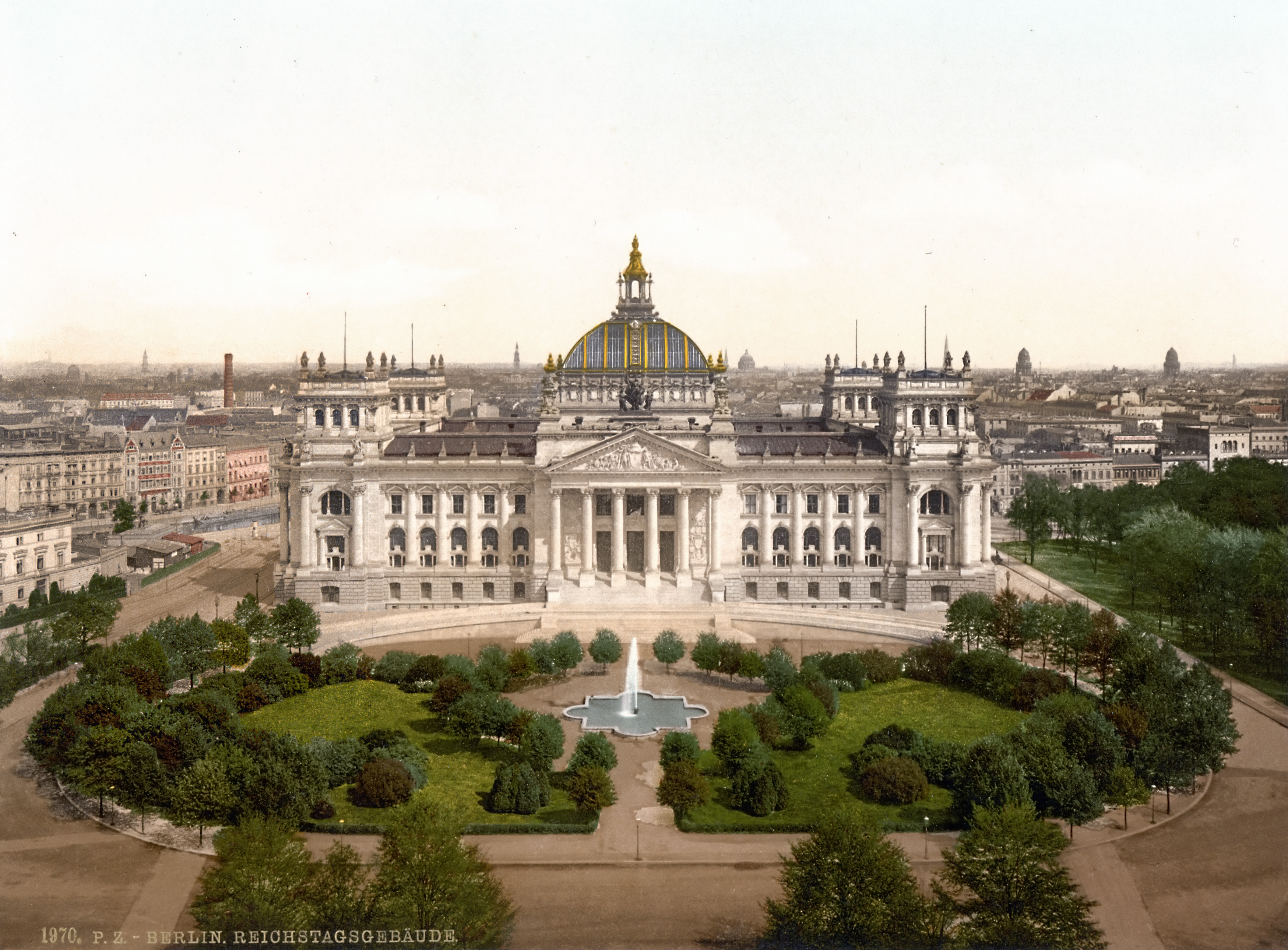
Le Reichstag nouvellement construit, vers 1900.

Sa construction à l'emplacement du palais Raczyński, qui fut précédemment détruit, débute en 1884 sur les plans d'un projet de Paul Wallot et s'achève en décembre 1894 sur la Königsplatz (Place royale, aujourd'hui Place de la République). Le bâtiment de style néo-classique est surmonté d'une coupole culminant à 75 mètres au-dessus du sol (de style contemporain). Sa construction est financée par l'argent versé par la France, en guise d’indemnités de guerre, après 1871.
La devise « Dem deutschen Volke » (« Au peuple allemand ») est apposée sur le fronton du monument pendant la Première Guerre mondiale (1916). Les lettres de bronze, dessinées par l'architecte Peter Behrens, sont coulées dans le matériau de deux canons, prises de guerres napoléoniennes de 1813-1814, mis à disposition par l'empereur Guillaume II.
Les quatre imposantes tours d'angle symbolisent les quatre royaumes de l'empire allemand : Bavière, Saxe, Prusse, Wurtemberg.
Le 9 novembre 1918, depuis une fenêtre du palais, le social-démocrate Philipp Scheidemann annonce la fin de la monarchie des Hohenzollern à la tête de l'Empire allemand et proclame la République, après la révolution de novembre.
Dans la nuit du 27 au 28 février 1933, le bâtiment est incendié. La culpabilité du jeune conseilliste néerlandais du nom de Marinus van der Lubbe ne sera jamais prouvée. Les nazis présentent l'événement comme un « complot communiste » et lancent une campagne de terreur et de répression des partis politiques qui leur sont opposés, à commencer par les membres du parti communiste d'Allemagne. Le parlement allemand se réunit désormais dans le Krolloper (Opéra Kroll).
C'est sur le faîte du palais que l'Armée rouge hisse un drapeau rouge le 30 avril 1945 au soir, lors de la prise de Berlin à la fin de la Seconde Guerre mondiale et de la bataille de Berlin. La célèbre photographie de l'événement, prise le 2 mai, est ensuite retouchée pour effacer une des deux montres, celle au poignet droit de l'officier soutenant le soldat portant le drapeau, laissant supposer qu’elle a été volée.
De nombreux soldats russes graffent les murs du bâtiment de leur nom. Un ancien mur a été conservé et est toujours visible à l'intérieur du bâtiment.
À l'époque de la séparation de la ville, le palais se situe à Berlin-Ouest, à la limite du secteur oriental, à tel point que le mur de Berlin passe au pied de la façade du bâtiment. Les Britanniques installent durant cette période une station d'écoute sur la tour sud-est.

## Rénovation

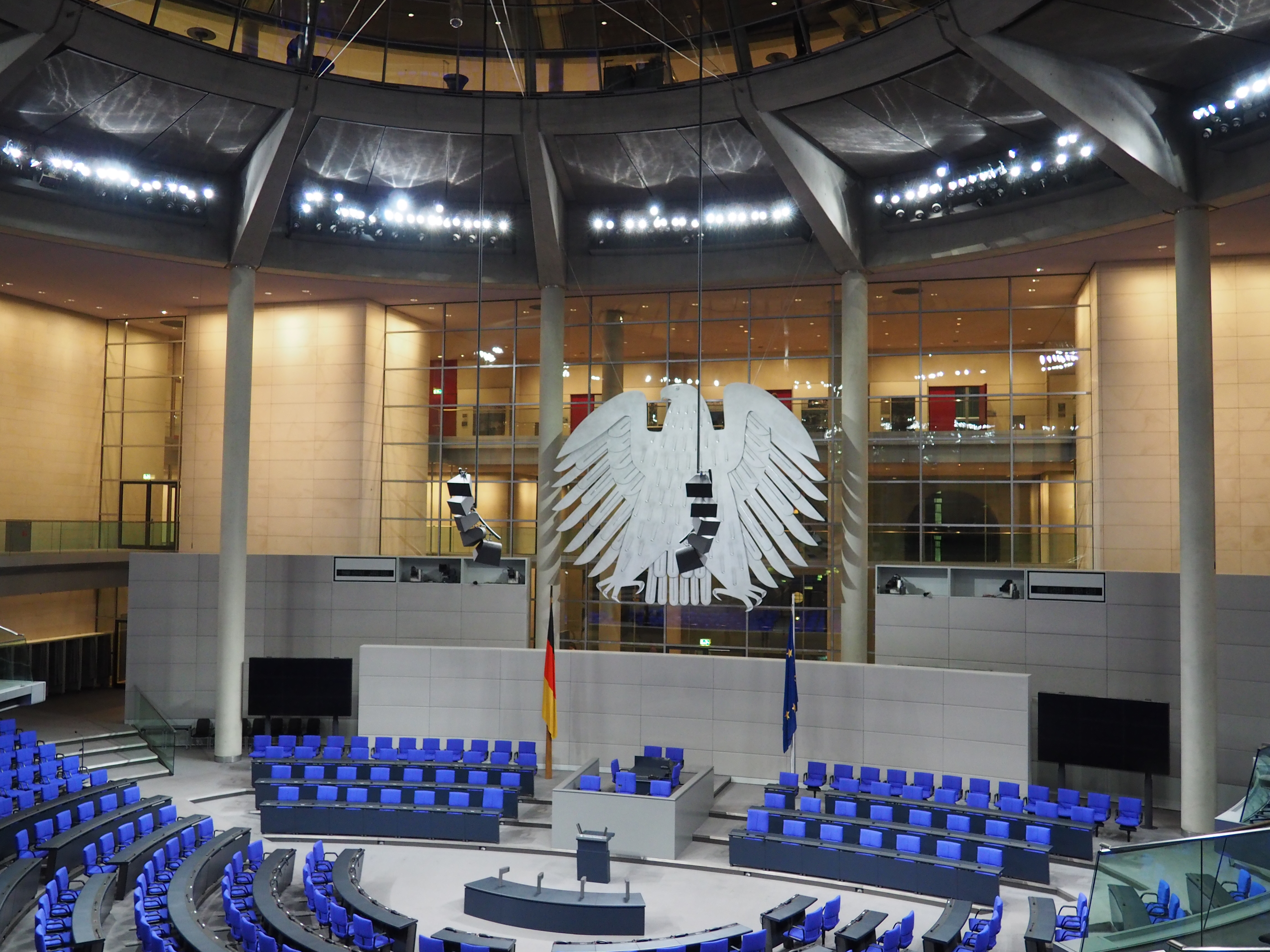
Hémicycle actuel du Bundestag.

Le bâtiment est rénové par la République fédérale d'Allemagne entre 1961 et 1973, sous la direction de l'architecte Paul Baumgarten, sans la coupole qui, endommagée pendant la guerre, sera démolie.
Après la réunification allemande du 3 octobre 1990, le Parlement allemand, dont fait partie le Bundestag, décide le 20 juin 1991 le déménagement du Parlement et du Gouvernement fédéral de Bonn (Bundeshaus) à Berlin et la réintégration du Bundestag dans le palais du Reichstag. Les députés commencent officiellement à y siéger en 1999.
L'architecte Norman Foster emporte le concours pour cette nouvelle phase de rénovation. Pendant les travaux, en 1995, les artistes Christo et Jeanne-Claude « emballent » le palais d'immenses rubans de plastique argenté. Symbole du Reichstag, la coupole est reconstruite en verre.
Lors de l'inauguration, les députés allemands sont invités à apporter de la terre de leur circonscription ainsi qu'une graine pour fournir une végétation autour de l'expression « Der Bevölkerung » (« À la population »). Cette adresse, placée dans la cour intérieure nord, est un pendant à celle qui orne le fronton du Reichstag : « Dem deutschen Volke » (« Au peuple allemand »), jugée nationaliste. Cette initiative est destinée à marquer la volonté des députés de travailler pour l'ensemble de la société, composée de nationaux et d'étrangers. Deux députés issus du parti des Verts font scandale en profitant de l'occasion pour y planter une graine de cannabis. La végétation recouvre depuis partiellement l'expression ; on peut encore la voir de nuit, lorsqu'elle est illuminée.
Des bâtiments abritant les bureaux de l'assemblée sont également édifiés au nord du palais, de part et d'autre de la Sprée, dans l'axe de la Chancellerie fédérale, et sont baptisés Paul-Löbe-Haus (de) et Marie-Elisabeth-Lüders-Haus (de) en hommage à deux éminents parlementaires démocrates (Paul Löbe et Marie Elisabeth Lüders). Ils sont reliés entre eux par le pont Mierscheid (nom d'un parlementaire fictif).

## Galerie

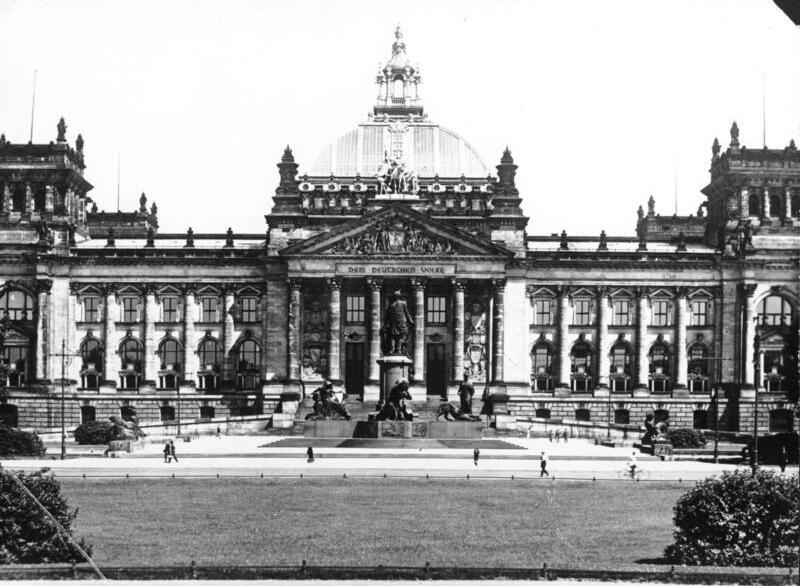
Le palais du Reichstag en 1932.
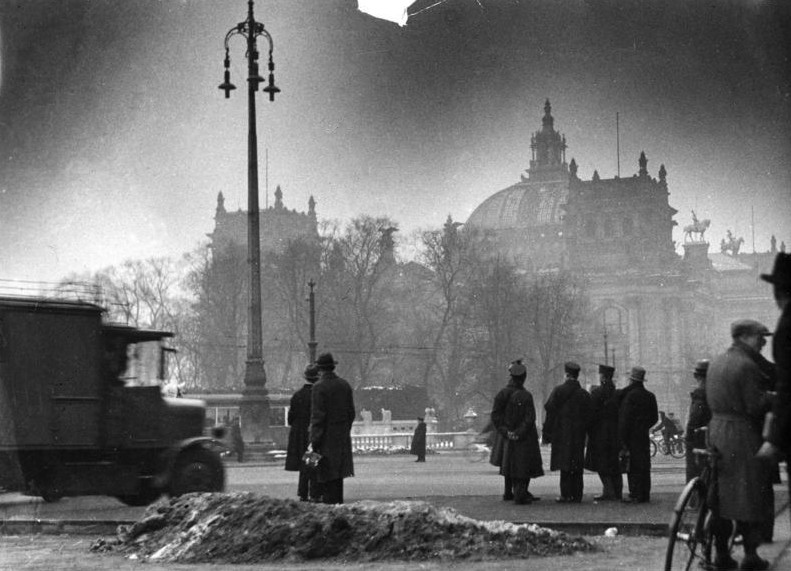
Incendie du Reichstag le 28 février 1933.
Le palais du Reichstag après-guerre, le 3 juin 1945.
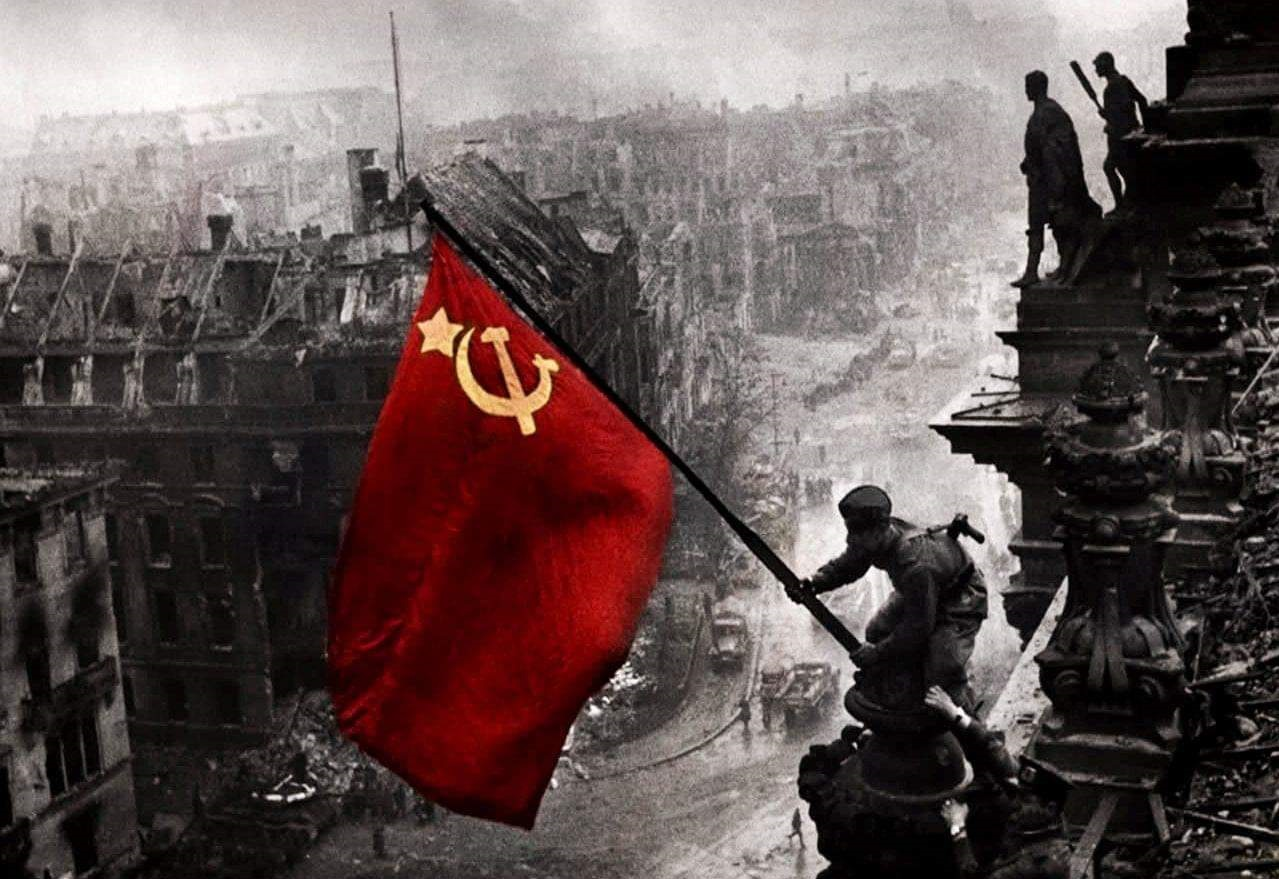
Palais du Reichstag en 1945. Le Drapeau rouge sur le Reichstag.
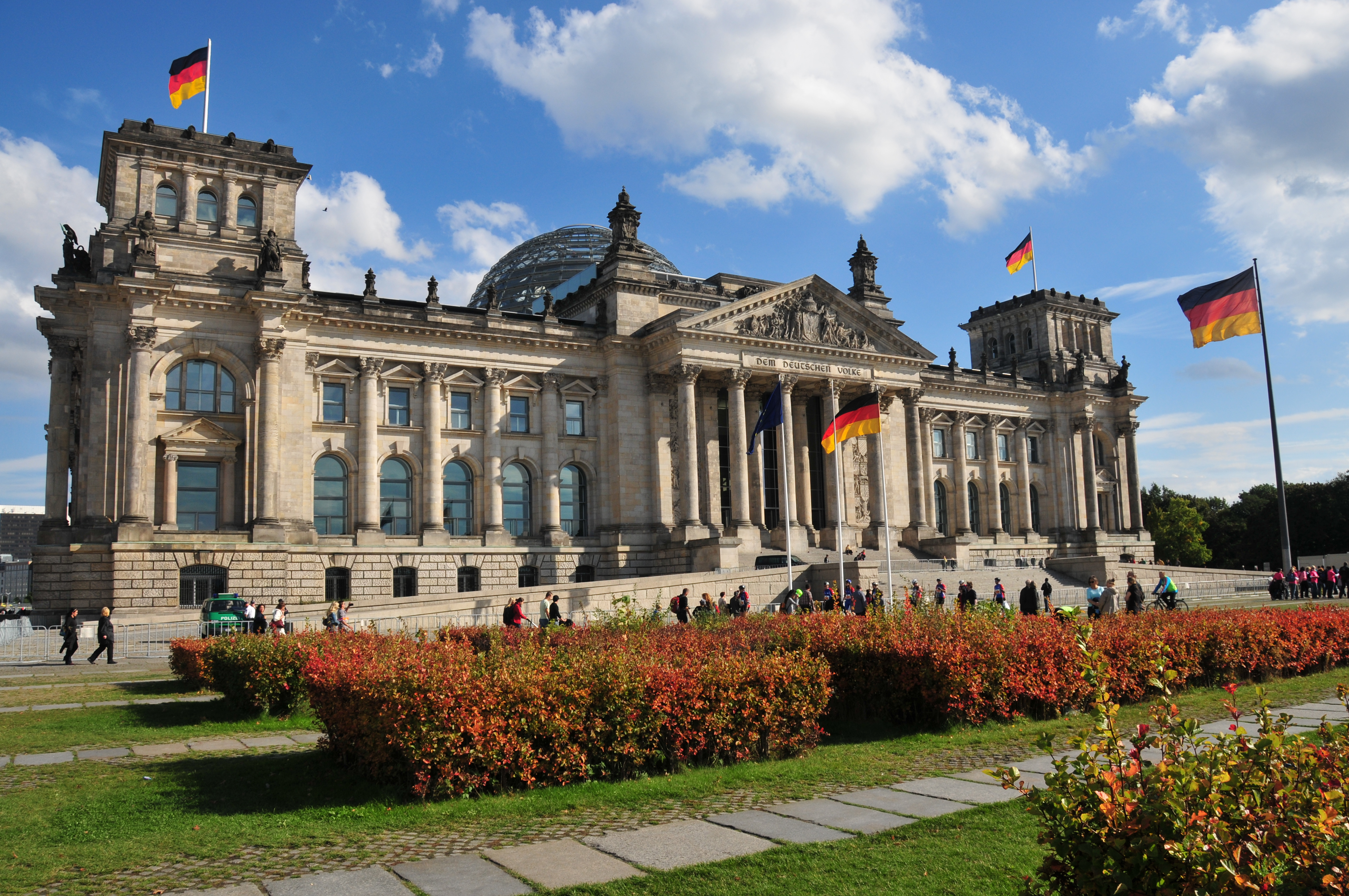
Palais du Reichstag en 2012.
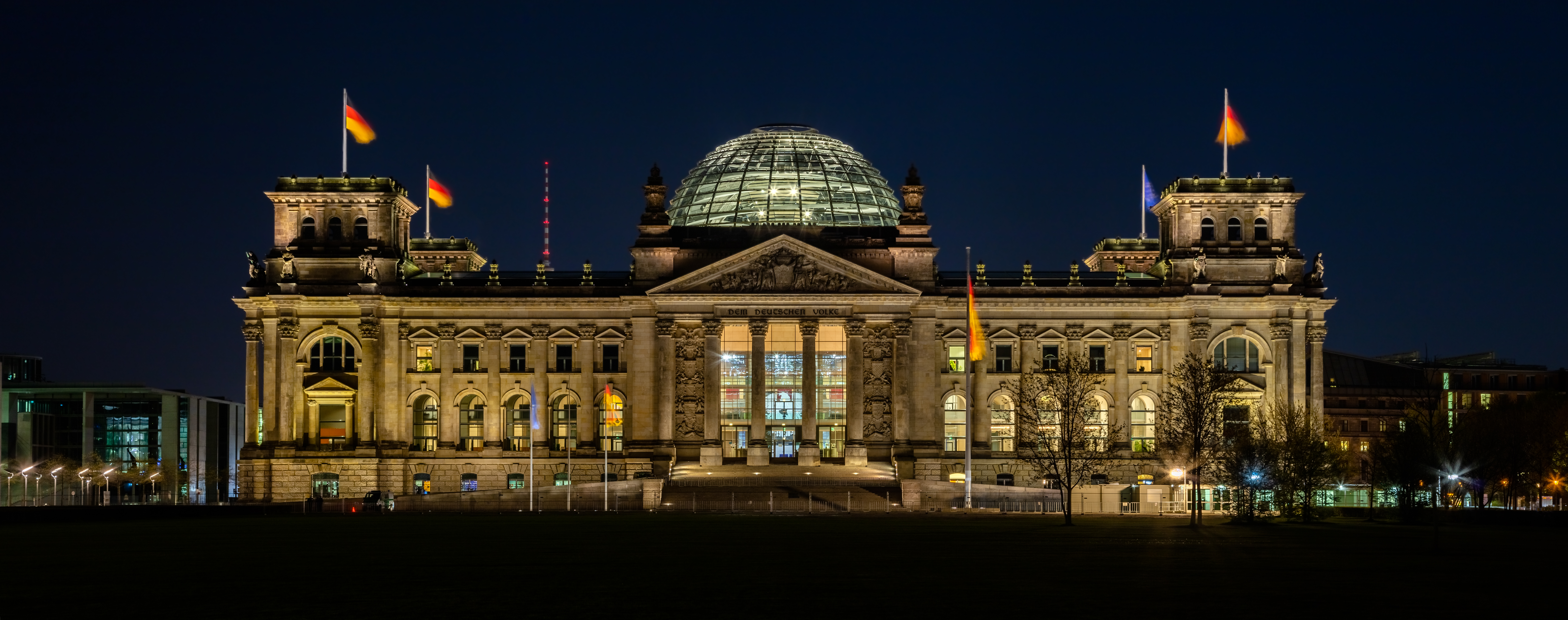
Vue nocturne en 2016.
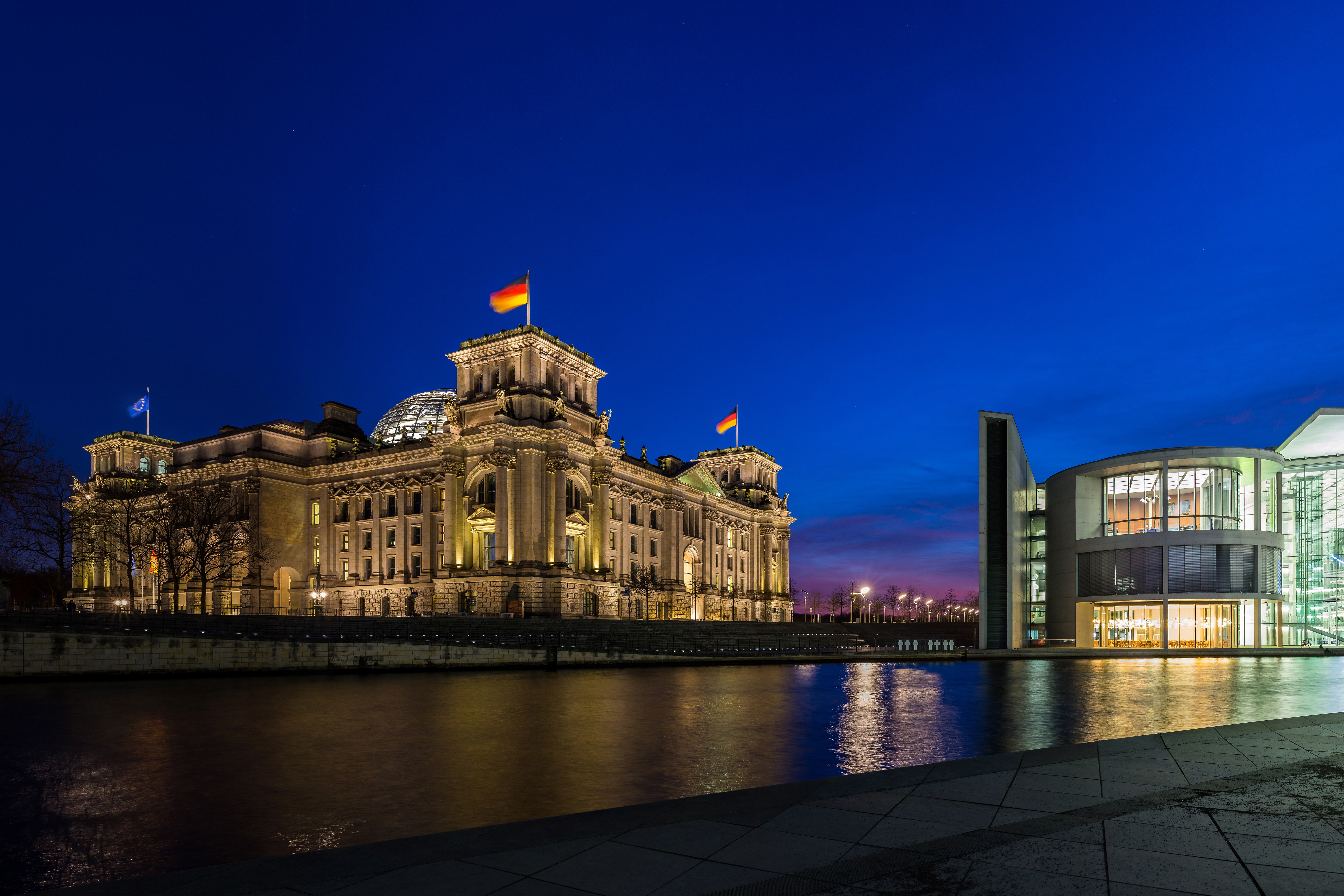
Le Reichstag, en face du Paul-Löbe-Haus, au milieu la rivière Spree, à l'heure bleue en 2017.
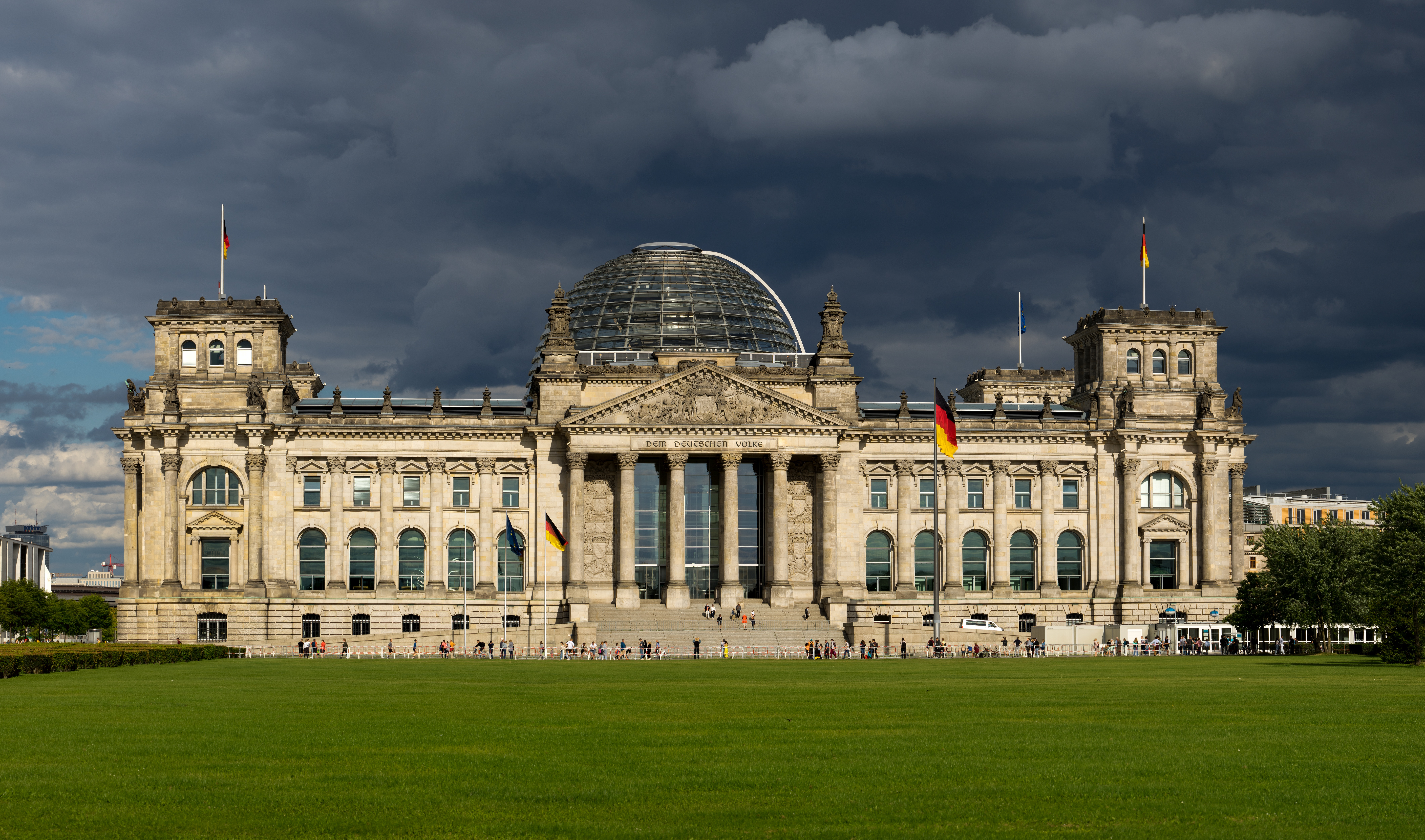
Le palais du Reichstag vu de l'ouest en 2021.
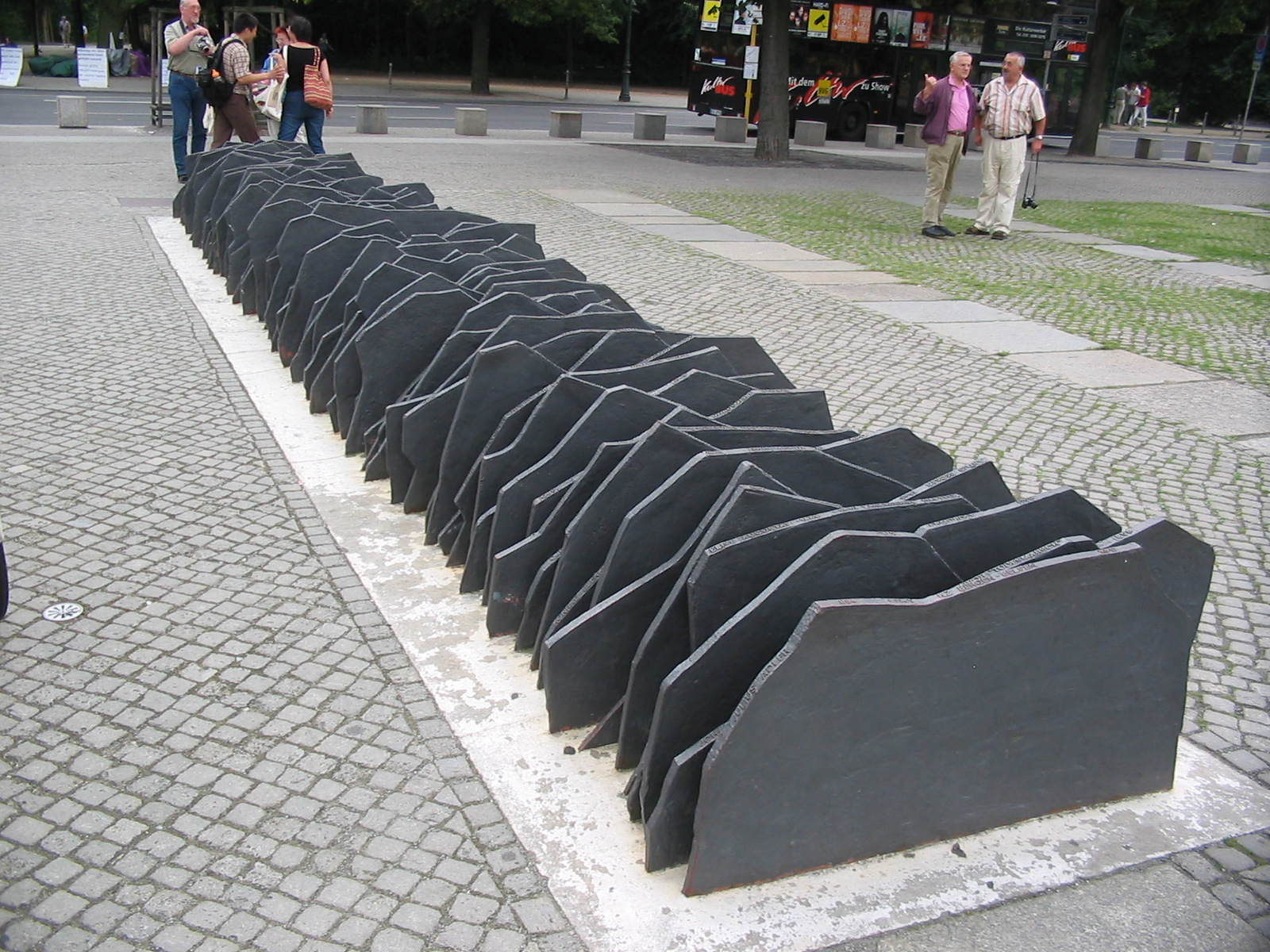
Mémorial aux 96 députés éliminés par le parti nazi en 1933.
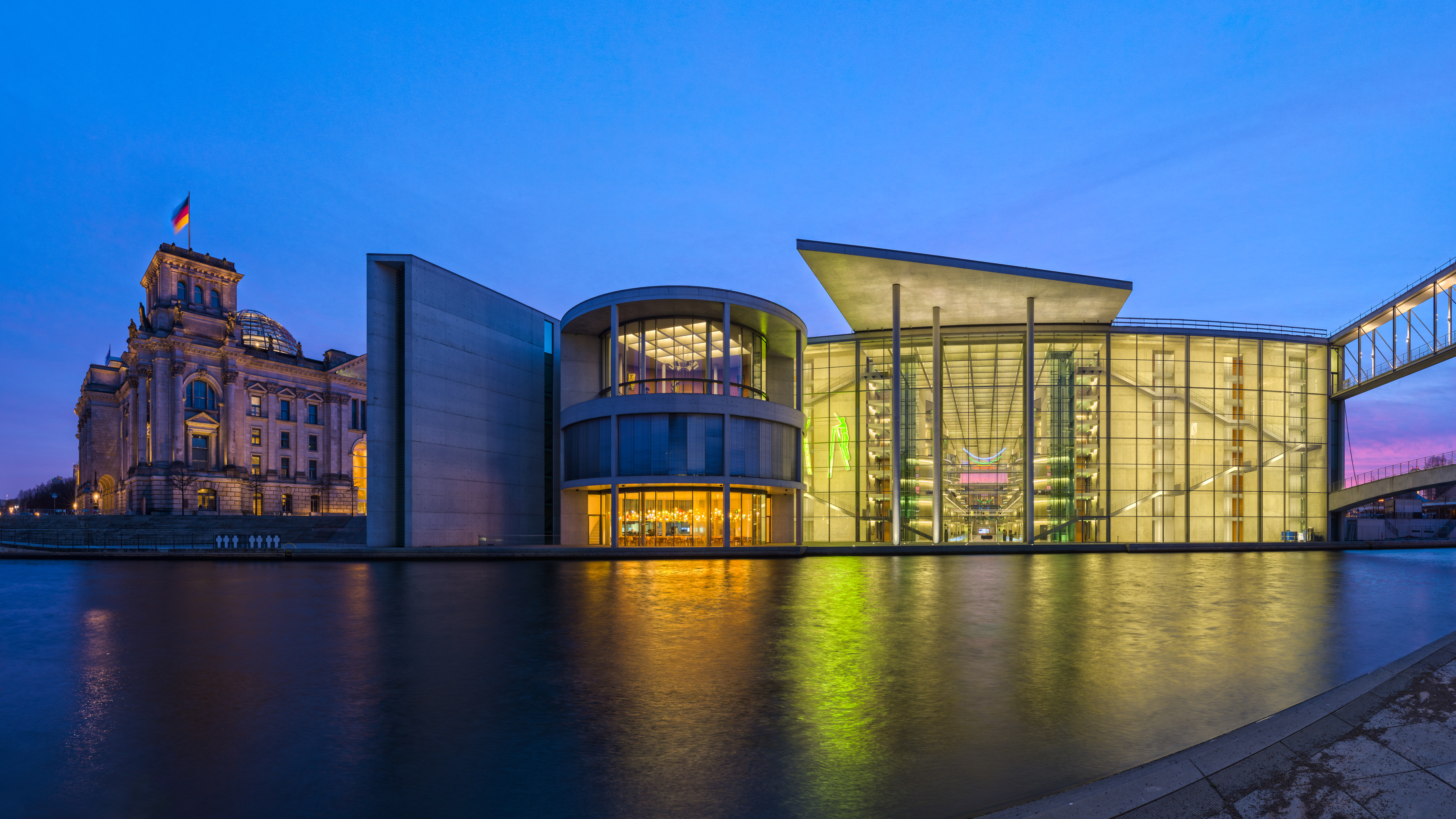
Vue du Paul-Löbe-Haus à côté du Reichstag.
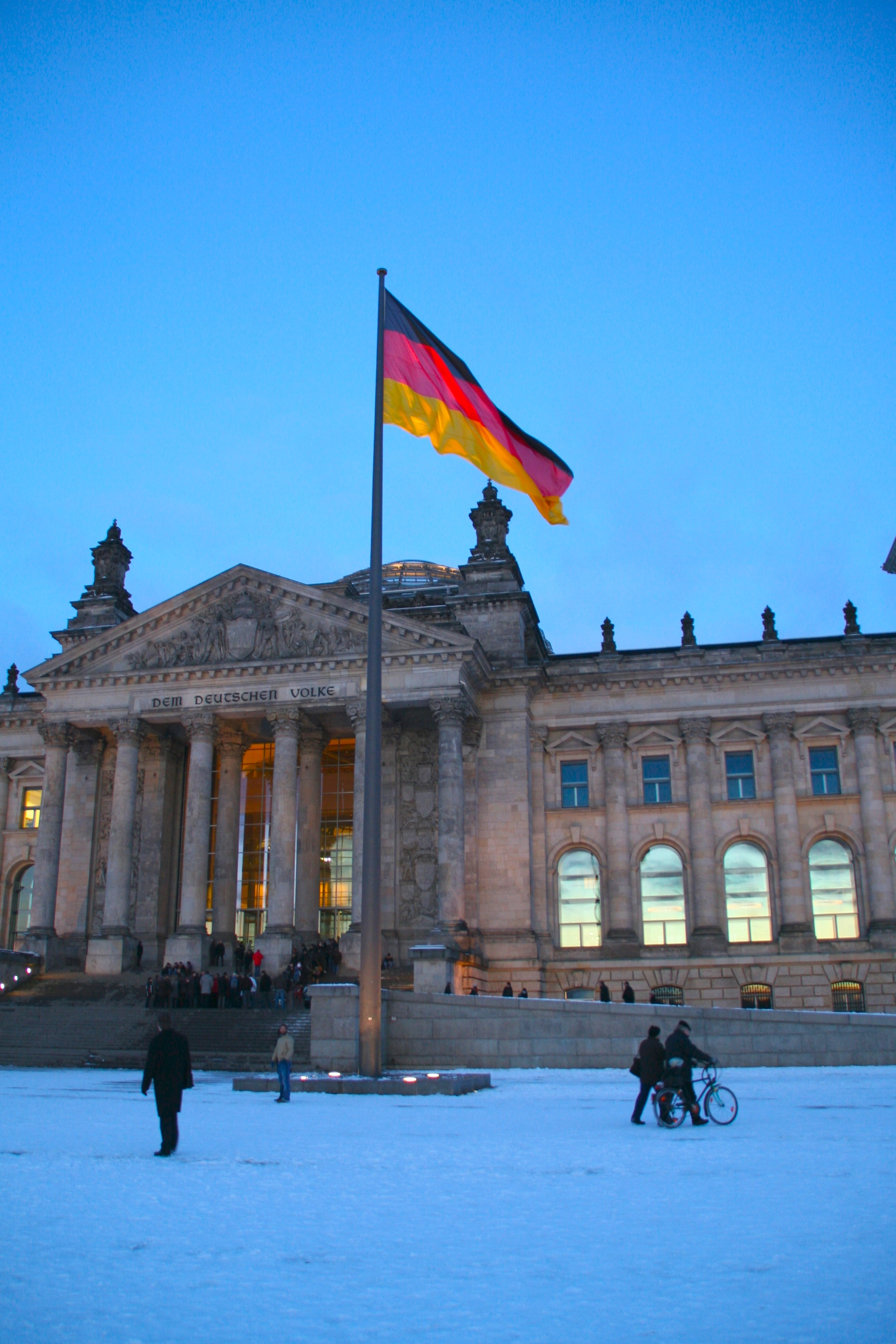
Palais du Reichstag sous la neige.